# Megaloblastna anemija
Megaloblástna anemíja je vrsta makrocitne anemije, ki je posledica zavrte sinteze DNK v rdečih krvničkah. Večinoma je vzrok pomanjkanje vitamina B12 in/ali folne kisline, lahko pa je vzrok tudi pomanjkanje intrinzičnega faktorja (tako anemijo imenujemo tudi perniciozna anemija), ki je potreben za absorpcijo vitamina B12 iz prebavil, ali zdravljenje s kemoterapijo.
Pri megaloblastni anemiji se v kostnem mozgu nahajajo megaloblasti – velike celice eritropoetske vrste, ki imajo jedro. Nevrofilci so lahko hipersegmentirani.

## Vzroki
- Pomanjkanje vitamina B12 (cianokobalamina) ali B9 (folne kisline) v prehrani (na primer pri vegetarijancih).
- Kronična jetrna obolenja.
- Alkoholizem.
- Nosečnost.
- Zavrto nastajanje intrinzičnega faktorja v želodčni sluznici.
- Zmanjšana absorpcija iz prebavil (na primer zaradi enteritisa, celiakije ...).
- Okuženost z ribjo trakuljo.
- Pomanjkanje timidina ter posledično moteno podvajanje kromosomov.
- Lesch-Nyhanov sindrom.
- Citotoksična zdravila, ki vplivajo na sintezo DNK.
- Prizadetost črevesne flore zaradi uživanja antibiotikov.

## Hematološki izvid
- Znižano število rdečih krvničk in koncentracija hemoglobina.
- Povečan povprečni korpuskularni volumen eritrocita.
- Število retikulocitov je normalno.
- Nevrofilci so lahko multisegmentirani zaradi znižane produkcije in kompenzatorno podaljšane življenjske dobe nevtrofilcev.
- Anizocitoza (neenakomerno veliki eritrociti) in poikilocitoza (eritociti neprevilnih oblik).
- Prisotni so makrociti (nenormalno veliki eritrociti) in ovalociti (ovalni eritrociti).
- Pri pomanjkanju vitamina B12 sta povišani krvni koncentraciji homocisteina in metilmalonske kisline, pri pomanjkanju folne kisline pa le koncentracija homocisteina.

Če pregledamo tudi kostni mozeg, najdemo megaloblaste. 